# Chrysophyllum paranaense
Chrysophyllum paranaense – gatunek drzew należących do rodziny sączyńcowatych. Jest gatunkiem występującym w Ameryce Południowej, na terenie  stanu Parana w Brazylii.